# Płonia Mała
Płonia Mała (deutsch Klein Plehnendorf, kaschubisch Płònia) ist ein Ort im Danziger Stadtbezirk Rudniki in der Woiwodschaft Pommern in Polen. Das ehemalige Dorf wurde praktisch vollständig von der Raffinerie Danzig der Grupa LOTOS überbaut.

## Geographie

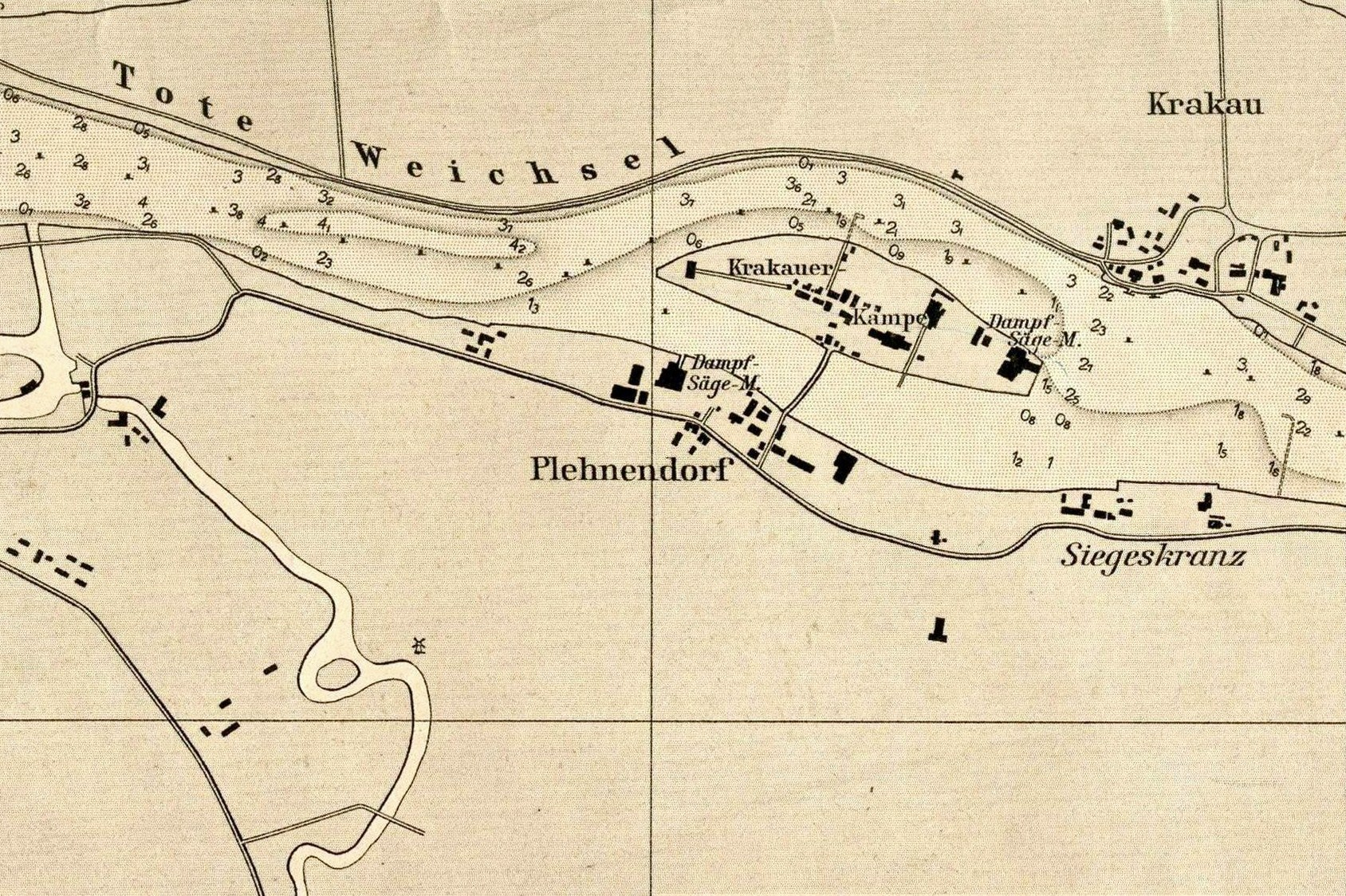
Landkarte von 1909

Der Ort liegt im Żuławy Wiślane (Weichsel-Nogat-Delta) auf dem linken Ufer der Martwa Wisła (Tote Weichsel). Im Norden liegen jenseits der Weichsel Stogi (Heubude), Krakowiec (Krakau) und Górki Zachodnie (Westlich Neufähr) auf dem Wyspa Portowa (Hafeninsel) genannten Teil der  Danziger Nehrung. Im Osten liegt die Siedlung Płonia Wielka (Groß Plehnendorf), im Süden Przejazdowo (Quadendorf) und Dobrowo (Neuendorf bei Quadendorf), die beide zur Landgemeinde Pruszcz Gdański (Praust) gehören. Błonia (Bürgerwiesen) im Westen gehört ebenfalls zum Stadtbezirk Rudniki.
Plehnendorf (Płonia) liegt in einem Polder unter dem Meeresspiegel. Die Abdämmungsdepression liegt zwischen -0.7 und 0 m n.p.m. Über Entwässerungsmühlen am Kanał Dolny Powodziowiec und die Łacha Wiślińska (Leege Vorflut, Gieselake, Weßlinker-Lake) wurde abgepumptes Wasser nach Osten bzw. nach Westen über Czarna Łacha (Schwarze Lache) und Rozwójka (Rosawoyka/Roßlache) zur Weichsel befördert. Der gesamte Wassergraben wird auch Kanał Pleniewski genannt. Ein Deich trennte Klein und Groß Plehnendorf. Der Wohnplatz Siegeskranz liegt im Norden im Gebiet des Außendeichs an der Weichsel. Der Deich hatte 1910 eine Höhe von 4,1 Metern.

## Geschichte
In der ersten Hälfte des 14. Jahrhunderts wurde der Weichsel-Hochwasserdamm erbaut. Plehnendorf wurde 1353 als Tiefensee erwähnt, 1454 als Plönendorf und 1618 als Plehnendorf. Es gehörte seit dem Dreizehnjährigen Krieg (Preußischer Städtekrieg) zum Bauamt der Stadt Danzig, aus dessen Einnahmen Baumaßnahmen bestritten wurden. Im 16. Jahrhundert wurde am westlichen Ende von Klein Plehnendorf der Krug Rückfort erbaut, sein Erstbesitzer hieß 1574 Rickfort. Bestand hatte das Bauamt bis 1814 zur Neuordnung nach den Napoleonischen Kriegen. Mit der zweiten Polnischen Teilung wurde das Gebiet der Stadt Danzig 1793 von Preußen annektiert. In den Jahren von 1807 bis 1813 gehörte es zur Republik Danzig. Als Teil der Festung Danzig errichteten 1806/1807 die Franzosen neben der Rückforter Schleuse das Fort Lacoste. Die Befestigungsanlage wurde in der zweiten Hälfte des 19. Jahrhunderts zum Fort Kalkreuth (Reduta Płońska) umgebaut und 1927 niedergelegt. Im Jahr 1819 hatten Klein und Groß Plehnendorf insgesamt 30 Häuser und 223 Einwohner. Es gab drei Windmühlen, eine für Getreide und zwei zur Entwässerung des Gebiets, ein Gasthaus und eine Schmiede. In der Nacht vom 11. auf den 12. April 1829 durchbrach das ansteigende Wasser der Weichsel auf einer Länge von etwa 500 Metern den Hochwasserdamm und löste die größte Überschwemmung der Danziger Geschichte aus. Im Gebiet des völlig überschwemmten Plehnendorf erreichte das Hochwasser eine Höhe von 4,6 Metern.
Am 1. Januar 1874 wurde die Kreisordnung für die Provinz Preußen eingeführt, diese wurde vier Jahre später wieder in die Provinzen Ost- und Westpreußen geteilt. Am 25. April 1874 wurde der Amtsbezirk Reichenberg gebildet. Klein Plehnendorf war eine Landgemeinde im Landkreis Danzig (ab 1887 Kreis Danziger Niederung) mit den Wohnplätzen Siegeskranz und Krakauer Kämpe (Krakowiecka Kępa). Die Einwohnerzahl stieg von 682 (in 1885) auf 773 (1910) an. Siegeskranz hatte 1885 18 Einwohner. Zuständig war das Amtsgericht Danzig. Evangelische waren bei Sankt Barbara in Danzig Neugarten eingepfarrt, für Katholiken war die Königliche Kapelle Pfarrkirche.
Nach dem Weichseldurchbruch bei Neufähr 1840 wurde der Danziger Arm der Weichsel unterhalb der neuen Mündung durch einen Damm abgetrennt. Die Mitte März 1840 in Betrieb genommene Plehnendorfer Schleuse ermöglichte den Schiffsverkehr in die Stadt. Nach der Fertigstellung des Weichseldurchstichs und dem Bau der Schleusenanlage bei Einlage wurde die Plehnendorfer Schleuse beseitigt. Die Anlage konnte auch Flöße schleusen. Die Holzflöße wurden in Klein Plehnendorf und auf der Krakauer Kämpe zerlegt. Letztere hatte 1883 zehn Häuser und 121 Einwohnern, einen Holzlagerplatz und ein Sägewerk.
Im Jahr 1905 wurde die Schmalspurbahn der Westpreußischen Kleinbahnen eröffnet. Im Süden der Landgemeinde bestand der Haltepunkt Neuendorf. Eine Brücke führte über die Krakauer Rinne zur Krakauer Kämpe. Das jenseitige Ufer der Toten Weichsel wurde über eine Fähre erreicht. Im Osten des Orts führte eine Wagenfähre zum Sandkrug, der zu Östlich Neufähr gehörte. Ab 1912 wurde die Landgemeinde mit Strom aus dem Kraftwerk auf dem Bleihof (Ołowianka) versorgt. Johann Friedrich Giesebrecht war Ende des 19. Jahrhunderts Besitzer der örtlichen Sägemühle und Inhaber der Holzexportfirma Giesebrecht & Wessolowski. Nach seinem Tod 1927 führte seine Witwe Pauline Buttemann-Giesebrecht das Unternehmen bis etwa 1931/1935 weiter. Im Jahr 1924 hatten beide Dörfer 1482 Einwohner auf 337 Höfen mit einer Gesamtfläche von 426 Hektar. Groß Plehnendorf hatte stets die kleinere Einwohnerzahl, aber die größere Gemarkung. Vom Wasserflughafen Danzig-Plehnendorf bestand 1925 eine Flugverbindung nach Stockholm in Schweden. Drei Jahre später wurde der Flughafen auf das andere Ufer der Weichsel verlegt.
Kreis und Amtsbezirk wurden gemäß den Bestimmungen des Friedensvertrags von Versailles am 10. Januar 1920 an die Freie Stadt Danzig abgetreten. Im Jahr 1929 hatte der Ort 966 Einwohner. Nach dem deutschen Überfall auf Polen kam der Amtsbezirk Groß Plehnendorf von 1939 bis 1945 völkerrechtswidrig zum Reichsgau Danzig-Westpreußen. Der Amtsbezirk Groß Plehnendorf (ehemals Reichenberg) umfasste die Landgemeinden Groß Plehnendorf, Klein Plehnendorf, Neuendorf (Post Danzig), Quadendorf, Reichenberg und Weßlinken. Im April 1942 wurde die Krakauer Kämpe mit ihrem Zugang vom Außendeich des Südufers der Toten Weichsel ausgemeindet und administrativ in den Stadtkreis Danzig eingegliedert. In der Folge des Zweiten Weltkriegs kam das Gebiet an die Republik Polen. Die deutschen Ortsbewohner wurden vertrieben.

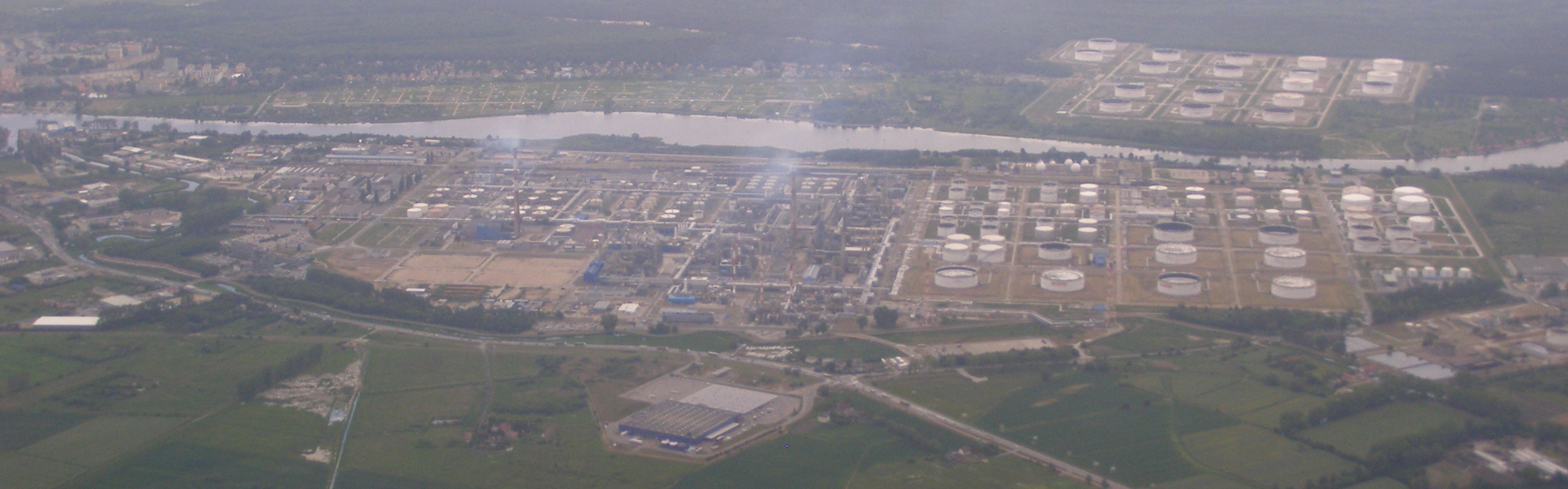
Płonia Mała, Luftbild von 2012

Nach dem Krieg Mały Pleniewo und auch aktuell noch so genannt, wurde im Dezember 1946 der Name Płonia Mała amtlich. Der Ort wurde 1954 in die Verwaltungsgrenzen der Stadt Danzig eingegliedert. Das gesamte Gebiet wird von der Danziger Raffinerie eingenommen. Mit Sand und Kies aus der Grube in Rybaki (Ribaken) wurde zuvor der Polder aufgefüllt. Auch die Kępa Krakowiecka verschwand, nachdem die Bewohner 1974 zwangsumgesiedelt wurden.

## Verkehr
Im Süden von Płonia Wielka verläuft die Woiwodschaftsstraße 501 von Danzig nach Krynica Morska (Kahlberg-Liep), im Norden die Landstraße über den Hochwasserdamm nach Wiślinka. Die Raffinerie ist an den städtischen Busverkehr angebunden.